# Gavin Rossdale
Gavin McGregor Rossdale, född 30 oktober 1965 i Marylebone, London, Storbritannien och växte upp i Kilburn, London, är en brittisk sångare och musiker. Han är sångare i grungebandet Bush. Rossdale skrev i princip alla låtar till deras debutalbum Sixteen Stone. Rossdale har studerat vid Westminster School och blivit testad för fotbollsklubben Chelsea F.C..
Han var gift med sångerskan Gwen Stefani från bandet No Doubt mellan 14 september 2002 och april 2016. Med henne har han sönerna Kingston och Zuma, födda 2006 respektive 2008. Han har även en dottern Daisy Lowe, född 1989, tillsammans med sångerskan/designern Pearl Lowe.
Rossdale medverkar med sång på låten End of Me på finska cellometal-bandet Apocalypticas sjunde album 7th Symphony, samt i musikvideon till låten.

## Diskografi
Studioalbum med Bush
- Sixteen Stone (1994)
- Razorblade Suitcase (1996)
- Deconstructed (1997)
- The Science of Things (1999)
- The Golden State (2001)
- The Sea of Memories (2011)
- Man on the Run (2014)
- Black and White Rainbows (2017)
- The Kingdom (2020)

Studioalbum med Institute
- Distort Yourself (2005)

Soloalbum
- WANDERlust (2008)

Singlar (solo)
- "Adrenaline" (2002)
- "Love Remains the Same" (2008)
- "Forever May You Run" (2009)

Singlar med andra artister
- "The Current" (med Blue Man Group) (2003)
- "End of Me" (med Apocalyptica) (2010)
- "Bang a Gong" (med Santana) (2010)

## Filmografi
- 2005 – Constantine
- 2013 – The Bling Ring